# Résolution 216 du Conseil de sécurité des Nations unies
Membres permanents
- Chine (Taïwan)
- États-Unis
- France
- Royaume-Uni
- URSS

Membres non permanents
- Bolivie
- Côte d'Ivoire
- Jordanie
- Malaisie
- Pays-Bas
- Uruguay

Résolution no 215 Résolution no 217
La Résolution 216 est une résolution du Conseil de sécurité des Nations unies adoptée le 12 novembre 1965, dans sa 1258e séance, le lendemain de la dépendance britannique de déclaration unilatérale d'indépendance de la Rhodésie du Sud de l'Empire britannique comme l'état de la Rhodésie. 
Dans deux paragraphes du dispositif de la résolution, le Conseil de sécurité a :
1. condamné la déclaration unilatérale d'indépendance proclamée par une minorité raciste en Rhodésie du Sud.
2. demandé à tous les États de refuser le régime minoritaire raciste illégal en reconnaissance de la Rhodésie du Sud et de s'abstenir de rendre toute assistance envers elle.

## Vote
La résolution a été approuvée à 10 voix contre zéro.

La France s'est abstenue.

## Texte
- Résolution 216 sur fr.wikisource.org
- Résolution 216 sur en.wikisource.org